# Synode der Evangelischen Kirche in Deutschland
Die Synode der Evangelischen Kirche in Deutschland ist ein Organ der Evangelischen Kirche in Deutschland (EKD) mit Sitz in Hannover-Herrenhausen. Die Aufgaben der Synode sind in Artikel 23 der Grundordnung der EKD beschrieben. Sie beschließt Kirchengesetze und wählt zusammen mit der Kirchenkonferenz den Rat der EKD.

## Zusammensetzung und Arbeitsweise
Laut Artikel 24 der Grundordnung besteht die Synode, gemäß den 2020 in Kraft getretenen Änderungen der Grundordnung, aus insgesamt 128 Mitgliedern. Von diesen werden 100 Synodale von den Synoden der 20 Gliedkirchen gewählt, weitere 28 Synodale beruft der Rat der EKD unter besonderer Berücksichtigung von Persönlichkeiten, die für das Leben der Gesamtkirche und die Arbeit der kirchlichen Werke Bedeutung haben. Für jeden Synodalen werden zwei Stellvertreter gewählt bzw. berufen. Die Amtszeit der Synode beträgt sechs Jahre.
Außerdem nehmen in jedem Jahr insgesamt acht Jugenddelegierte unter 30 Jahren an der Synode teil, von denen vier von der Arbeitsgemeinschaft der Evangelischen Jugend sowie je zwei von der Evangelischen Studierendengemeinde und der Studentenmission in Deutschland entsandt werden.
Die Synode der EKD tagt einmal jährlich für eine knappe Woche, jeweils auf Einladung einer ihrer Gliedkirchen in einer anderen deutschen Stadt. Eine außerordentliche Synode kann auf Antrag von 30 Mitgliedern einberufen werden. Dies war zum Beispiel in den Jahren 1971, 1973, 1974, 1980, 1985, 1997 und 2003 der Fall. Im Jahre 1991 gab es sogar drei Tagungen.

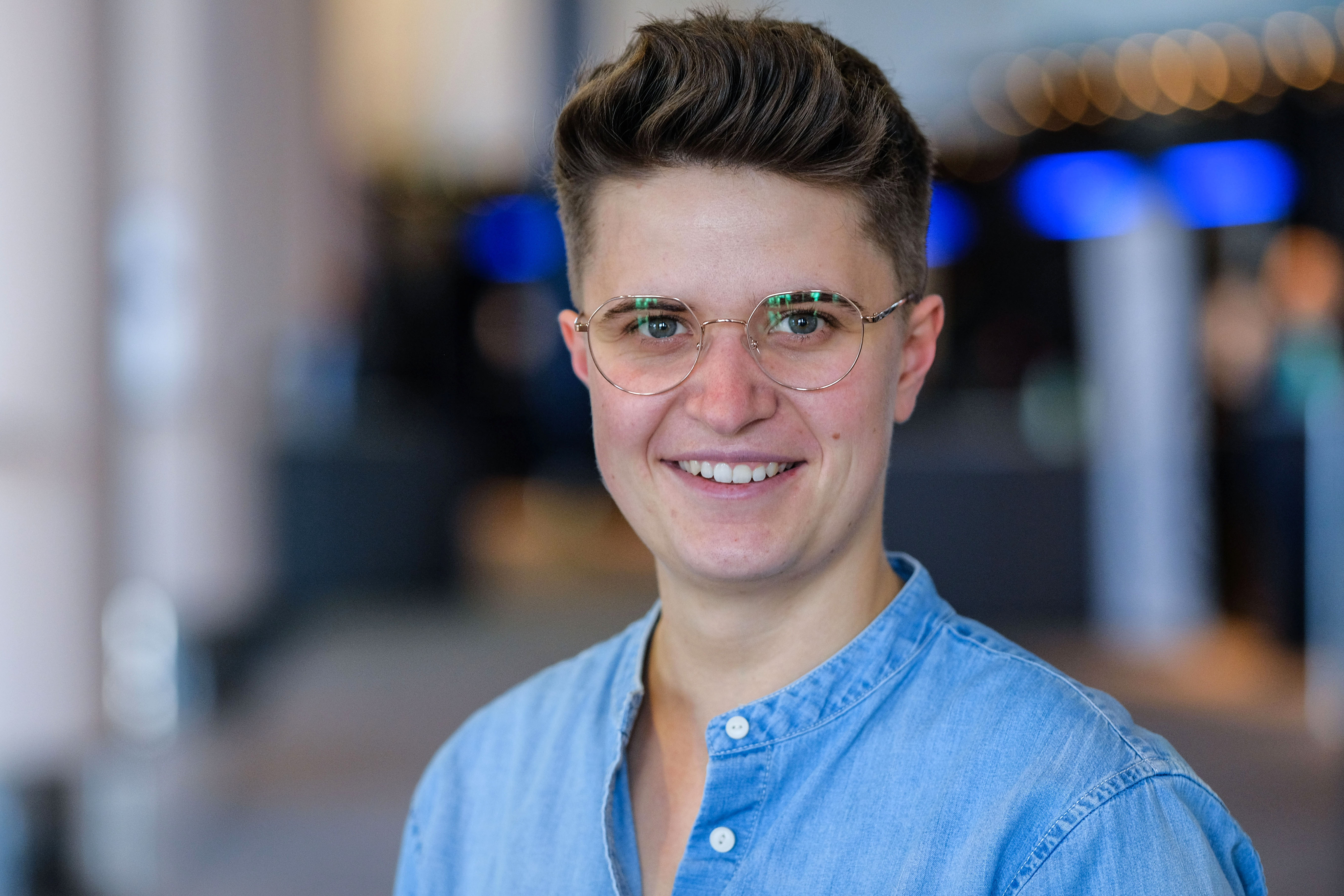
Anna-Nicole Heinrich, Präses der EKD-Synode (seit 2021)

Die Synode der EKD wird vom Präsidium geleitet, an dessen Spitze der bzw. die Präses steht. Präses ist seit 2021 Anna-Nicole Heinrich, Vizepräsides sind Elke König und der Lutherische Superintendent Andreas Lange. Dem Präsidium gehören darüber hinaus vier Beisitzer an: Uwe Becker, Andrea Bleher, Gabriele Hoerschelmann und Marten Siegmund.
Der Sitz der gemeinsamen Geschäftsstelle der Synode der EKD, der Vollkonferenz der Union Evangelischer Kirchen und der Generalsynode der Vereinigten Evangelisch-Lutherischen Kirche Deutschlands befindet sich im Kirchenamt der EKD. Leiterin der Geschäftsstelle ist Sandra Steinhaus.

## Amtszeiten der Präsides
1949–1955: Gustav Heinemann
1955–1961: Constantin von Dietze
1961–1970: Hans Puttfarcken
1970–1973: Ludwig Raiser
1973–1985: Cornelius von Heyl
1985–2003: Jürgen Schmude
2003–2009: Barbara Rinke
2009–2013: Katrin Göring-Eckardt
2013–2021: Irmgard Schwaetzer
2021–0000: Anna-Nicole Heinrich

## Wichtige Synoden
1950 gestand die Kirche ihre Mitschuld an den NS-Verbrechen gegen die Juden ein und erließ am 27. April das Wort zur Schuld an Israel.
Das Verhältnis zur katholischen Kirche in Deutschland war 1985 Thema der Synode in Berlin-Spandau. Dies war zugleich eine konstituierende Sitzung zu Beginn der neuen Amtszeit.
Die erste gesamtdeutsche EKD-Synode nach der Wiedervereinigung Deutschlands begann ihre Amtszeit 1991. Bis 1997 bestand diese Synode – abweichend von der festgelegten Zahl – aus 134 gewählten und 26 berufenen Mitgliedern, um der besonderen Situation nach der Zusammenführung der Gliedkirchen der BRD und DDR Rechnung zu tragen.
Durch Beschluss der 10. Synode der Evangelischen Kirche in Deutschland am 6. November 2003 in Trier wurden die Schlichtungsstellen für mitarbeitervertretungsrechtliche Streitigkeiten in Kirchengerichte umgewandelt, deren Aufgaben und Zuständigkeiten in Artikel 32 und 32 c der Grundordnung der EKD beschrieben sind.
Im Jahre 2013 befasste sich die Synode auf ihrer Tagung in Düsseldorf unter dem Titel „Es ist genug für alle da“ mit Fragen der Welternährung und der Landwirtschaft.
Im November 2020 fand die erste rein digitale Synode in der EKD-Geschichte statt. Bedingt durch die Coronapandemie brachte die EKD zusammen mit dem Ev. Mediendienst aus Bramsche die Synode ins Internet.